# Traité de Rongbatsa
Le traité de Rongbatsa de 1918 marque la victoire de l'armée tibétaine sur l'armée chinoise du gouvernement de Beiyang et délimite la frontière orientale entre la Chine et le Tibet. Le Yangtzé est reconnu comme frontière et le Tibet se voit reconnaître deux enclaves sur la rive gauche du fleuve. Cet accord a ensuite été dénoncé par la Chine.

## Contexte
La convention de Simla de 1913-1914, qui réunit Tibétains, Britanniques et Chinois pour discuter du tracé de la frontière sino-tibétaine et du statut du Tibet, est un échec, la Chine ayant refusé de ratifier l'accord et déclaré que le Tibet faisait partie intégrante de la Chine.
En l'absence d'une frontière reconnue par les deux parties et internationalement, le Kham reste un territoire disputé si bien que, dans la deuxième moitié du XIXe siècle, un conflit éclate entre le Ganden Phodrang et les seigneurs de la guerre chinois.

## Militarisation du monastère de Dargyé
À l'époque, le Ganden Phodrang exerçait son autorité spirituelle et temporelle sur certaines zones du Kham par l'intermédiaire des réseaux formés par les monastères gelougpa. L'influence de ces monastères s'étendait aux domaines de la religion, la politique la justice et l'économie, voire, pour certains d'entre eux, aux choses militaires. Ainsi, le monastère de Dargyé, situé dans la région de Kardzé, fut très impliqué dans la campagne militaire menée par le gouvernement tibétain en 1917-1918 lors de son conflit avec la République de Chine à propos de la frontière entre Chine et Tibet. Tout en renforçant son influence sur ce monastère (nomination de l'abbé par Lhassa, établissement d'une nouvelle règle pour les moines), le Ganden Phodrang s'efforça de l'organiser militairement et lui fit parvenir des armes et des munitions (500 fusils et 250 000 cartouches) de fabrication britannique.

## Guerre des frontières
À l'automne 1917, la guerre éclate entre l'armée tibétaine et l'armée chinoise dans la région de Riwoché, sur la rive ouest du Yangtzé, après la capture et l'exécution à Chamdo de deux soldats tibétains en corvée de fourrage. Le gouverneur du Kham à Chamdo, le général Peng Risheng, est alors assiégé par le kälon Lama Jampa Tendar pendant plusieurs mois puis fait prisonnier en mai 1818. L'armée tibétaine s'empare de plusieurs villes à l'ouest du Yangtsé et se dirige vers Batang. Une autre armée, emmenée par le général Khyungram Döndrup, attaque la garnison chinoise de Rongbatsa près du monastère de Dargyé, isolant celle-ci des garnisons chinoises de Kardzé et de Béri, et avance en direction de Nyarong. L'offensive tibétaine est aidée en sous main par le monastère de Dargyé malgré les avertissements du gouverneur chinois de Dartsendo, Han Guangjun.
Étant bien formées et munies de fusils anglais et japonais, les armées tibétaines, sous le général Tsogo, battent les armées chinoises,,. Au bout de trois mois, sur les 800 soldats de Peng Rishen, 300 sont morts au combat, d'autres ont déserté et 300 à 400 ont été emmenés à Lhassa comme prisonniers de guerre.
Selon Marco Pallis, qui cite le tibétologue Jacques Bacot, au cours des guerres de frontières entre 1906 et 1918, les Chinois attaquent les monastères comme au Moyen Âge, en en faisant le siège et sans montrer de pitié pour les vaincus. Selon Eric Teichman, l'armée tibétaine, sous les ordres du kalön lama Champa Tendar, traite les prisonniers chinois humainement et sans faire de représailles. Pour sa part, Laurent Deshayes indique que nombre de prisonniers chinois sont noyés par groupes de plusieurs dizaines d'hommes au lieu d'être rapatriés en Chine via le Tibet central et l'Inde comme convenu, et que ceux qui sont effectivement rapatriés, doivent défiler à Lhassa derrière les cadavres démembrés de leurs camarades morts en route.

## Traité de paix
Les Chinois demandent à Eric Teichman, à l'époque vice-consul britannique à Dartsendo, de négocier un cessez-le-feu. Celui-ci accepte et des négociations s'engagent. Un premier armistice est signé en mai 1918, puis un deuxième en août, à Chamdo, où s'est installé Champa Tendar, fort de son nouveau titre de gouverneur du Kham.
L'accord final, rédigé en anglais, en tibétain et en chinois, est signé par Eric Teichman, le kälon lama Champa Tendar et le général chinois Liu Tsan-ting, commandant de la place de Batang, le 19 août,. La ligne de cessez-le-feu sépare les zones contrôlées par chacune des deux parties et une carte géographique en consigne le tracé. La partie tibétaine s'engage à retirer ses troupes de Kardzé et de Nyarong mais garde le contrôle des enclaves de Dergé et Pelyül (situées dans l'actuelle préfecture autonome tibétaine de Garzê),,.
Le 10 octobre 1918, un complément à l'accord est signé par l'abbé Khenchung, le dapön Khyungram, le dapön Tethong (au nom du kalon), le roi de Chagla et Han Kuang-chun : les Tibétains et les Chinois sont d'accord pour retirer leurs soldats respectifs de la plaine de Rongbatsa mais une clause ajoutée à l'article 3 stipule que la partie chinoise est tenue de ne pas maltraiter les moines de Dargyé et ceux d'autres monastères après le retrait des troupes tibétaines.
Par la suite, la Chine a dénoncé l'accord de Chamdo et celui de Rongbatsa.